# Kruiskruiddwergspanner
De kruiskruiddwergspanner (Eupithecia expallidata) is een vlinder uit de familie spanners (Geometridae). De wetenschappelijke naam is voor het eerst geldig gepubliceerd in 1856 door Henry Doubleday.
De voorvleugellengte is 12 tot 13 millimeter. De soort gebruikt kruiskruid en guldenroede als waardplanten. De vliegtijd is van juni tot en met augustus, de rupsen zijn te vinden van augustus tot oktober. De soort overwintert als pop.
De soort komt voor in Europa. In Nederland en België is de soort zeer zeldzaam.